# Yacht Club Argentino

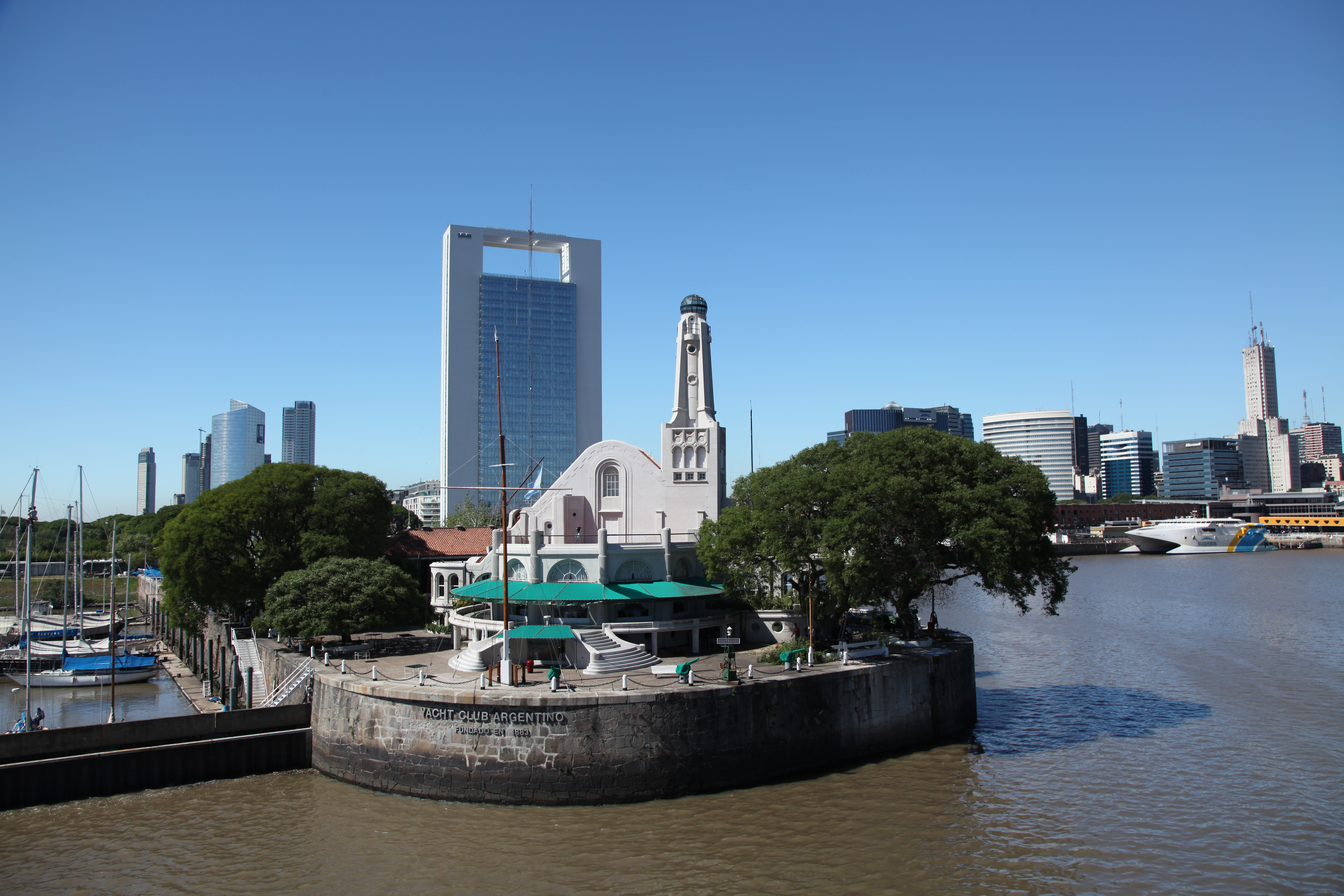
Sede del club en la Dársena Norte de Puerto Madero.

El Yacht Club Argentino es un club náutico ubicado en uno de los espigones de la Dársena Norte del Puerto de Buenos Aires, en Puerto Madero, Ciudad autónoma de Buenos Aires (Argentina). Fundado el 2 de julio de 1883, es el club náutico más importante y tradicional de Argentina, así como uno de los más antiguos del mundo.
Además de su sede central en el espigón sur de Darsena Norte, el Yacht Club Argentino cuenta con cuatro instalaciones más. Dos en la provincia de Buenos Aires  (una en San Fernando y otra en la Isla Zárate en el Delta del Río Paraná), y otras dos en Mar del Plata (una en el puerto deportivo y otra en Playa Grande).

## Historia
La historia del Yacht Club Argentino comenzó cuando un grupo de aficionados a la navegación a vela, formado por parientes y amigos de Hortensio Aguirre Anchorena, a quienes se les sumaron miembros de la efímera Boating Society, que se disolvió cuando un fuerte temporal destruyó su material flotante, crearon el Yacht Club Nacional a mediados de 1882. No obstante, no fue hasta el 2 de julio de 1883 que se celebró la Asamblea que creó formalmente la fundación del Yacht Club Argentino, luego del gran espaldarazo que implicó para la incipiente institución el Dictamen del entonces procurador general de la Nación, Eduardo Costa, sobre la solicitud para el uso de la bandera nacional en las embarcaciones del club. Su primer presidente fue el propio Aguirre Anchorena. De entre esos socios fundadores saldrían prominentes marinos que harían un aporte invaluable a la profesionalización de la Armada Argentina, como el entonces joven oficial Manuel José García Mansilla, quien sucedió a Aguirre Anchorena como presidente de la institución (también fue socio fundador de otras prestigiosas instituciones, como el Centro Naval y el Círculo de Armas). 
La historia del Yacht Club comenzó con el uso compartido del recién importado cúter “Ariel”, el cual fue fondeado por Aguirre Anchorena y García-Mansilla en el río Tigre, según la mayor parte de las historias. Éste, fue el primer apostadero de la flotilla del Club. En aquel entonces, se reconocían dos categorías de socios: (i) los propietarios, dueños del Ariel, y (ii) los suscriptores, que compartían su uso y con sus cuotas colaboraban para afrontar los gastos (correspondiendo a los primeros la administración y la admisión de nuevos socios suscriptores). El reglamento del Club establecía que el contramaestre o algunos de los socios propietarios debía acompañar a los suscriptores en los cruceros para instruirlos en su maniobra.
El Club tuvo posteriormente otras sedes flotantes, como el buque "Nemo", o la casa "Dunskey", fondeados en el río Tigre, hasta que el 23 de diciembre de 1915 se inauguró su actual sede social principal de Dársena Norte, diseñada por Eduardo Le Monnier.
El club añadió posteriormente las sedes de "Hugo Virgilio Tedin" en San Fernando (1932), "Playa Grande" en Mar del Plata (1924) y río Paraná de las Palmas.
Debido a su participación en la fundación de la International Yacht Racing Union (actual Federación Internacional de Vela) en París y Londres en 1906 y 1907, el YCA fue reconocido como Autoridad Nacional del deporte de la vela en Argentina hasta 1998, cuando delegó el cargo en la Federación Argentina de Yachting. En cuanto al yachting a motor, el YCA sigue ejerciendo como Autoridad Nacional desde que el 26 de noviembre de 1927, en Bruselas, quedase constituida la Unión Internacional Motonáutica.

## Regatas
Desde la primera Regata Oceánica Buenos Aires-Mar del Plata, celebrada en 1932, y la Buenos Aires-Río de Janeiro, en 1947, hasta la “Semana de Buenos Aires” de vela ligera, desde 1996, el YCA ha organizado infinidad de competiciones. Entre ellas, el “Circuito Atlántico Sur Rolex Cup”, que coorganiza con el Yacht Club Punta del Este y que, en conjunto con la “Rolex Ilhabela Sailing Week”, conforman el “Campeonato Sudamericano Oceánico”. El “Campeonato Rio de la Plata”, es organizado conjuntamente con el Club Náutico San Isidro.
En 2024 organizó el campeonato del mundo de Snipe.

## Deportistas
El medallista olímpico Juan De la Fuente y la campeona del mundo María Paula Salerno navegan bajo la grímpola del YCA.
Otros históricos deportistas del club son Guillermo Parada, Javier Conte, Juan De la Fuente, Enrique Conrado Sieburger, Julio Christian Sieburger, Enrique Adolfo Sieburger, Emilio Homps, Rufino Rodríguez de la Torre y Rodolfo Rivademar.